# Schizopyge
Schizopyge is een geslacht van straalvinnige vissen uit de familie van eigenlijke karpers (Cyprinidae).

## Soorten
- Schizopyge curvifrons (Heckel, 1838)
- Schizopyge dainellii (Vinciguerra, 1916)
- Schizopyge niger (Heckel, 1838)